# 阿尔卡拉德洛维斯波
阿尔卡拉德洛维斯波，是西班牙阿拉贡自治区韦斯卡省的一个市镇。总面积48平方公里，总人口369人（2001年），人口密度8人/平方公里。